# Jošivara
Jošivara (吉原) je bila znana jūkaku (»okrožje rdečih luči«) v Edu, današnjem Tokiu na Japonskem. Jošivara, ustanovljena leta 1617, je bila ena od treh dovoljenih in znanih četrti rdečih luči, ki jih je v začetku 17. stoletja ustvaril šogunat Tokugava, poleg Šimabare v Kjotu leta 1640 in Šinmači v Osaki.
Zabava, ki jo je ustvaril šogunat, da bi omejil okus in ločil razred nouveau riche (novi bogataši) oziroma čōnin (trgovci), in je bila ponujena v Jošivari, skupaj z drugimi licenciranimi okrožji, je sčasoma povzročila nastanek gejš, ki so postale znane kot modne spremljevalke razreda čonin in hkrati povzročilo propad oiran, kurtizan višjega razreda v četrtih rdečih luči.

## Zgodovina

### 17. in 18. stoletje
See also: Prostitution in Japan
Licenčno okrožje Jošivara je bilo ustanovljeno v mestu Edo, blizu območja, danes znanega kot Nihonbaši, ki je samo blizu začetka ceste Tōkaidō, glavne poti v zahodni Kjoto v obdobju Edo.
Leta 1656 se je vlada zaradi potrebe po prostoru, ko je mesto raslo, odločila preseliti Jošivaro, pri čemer so načrtovali, da se okrožje preseli na sedanjo lokacijo severno od Asakuse na obrobje mesta.
Prvotno okrožje Jošivara, ki je bilo ustanovljeno nekaj desetletij prej, je zgorelo skupaj z večjim delom mesta v velikem požaru Meireki leta 1657; nato je bilo obnovljeno na novi lokaciji, imenovani Šin Jošivara (Nova Jošivara), stara lokacija pa je bila znana kot Moto Jošivara (Originalna Jošivara), čeprav je bil vzdevek nova sčasoma opuščen, z obnovljeno okrožje postane znano preprosto kot Jošivara.
Jošivara je bila dom približno 1750 ženskam v 18. stoletju, v zapisih o približno 3000 ženskah iz vse Japonske naenkrat. Mnoge so bile običajno zavezane svojim bordelom; če bi jih zadolžili starši, bi pogosto prejele večje predplačilo. Čeprav najemne pogodbe pogosto niso trajale več kot pet do deset let, so lahko zaradi dolga, ki so si ga včasih nakopičile te ženske, tam delale veliko dlje. Vendar pa jih je veliko število bodisi odslužilo svoje pogodbe in se poročilo s stranko, se zaposlilo (vključno z drugimi oblikami prostitucije) ali pa se vrnilo v svoje družinske domove. V teh primerih so se lahko predplačila, ki so jih prejeli ženski starši, uporabila za financiranje njene dote. Kljub temu je veliko žensk umrlo tudi zaradi spolno prenosljivih bolezni ali po neuspelih splavih, preden so izpolnile svoje pogodbe.
Če je bila izbrana za pravilno usposabljanje v mladosti, je lahko deklica, ki je bila zaposlena v bordelu, postala vajenka kurtizane na visokem položaju; ko je bila deklica dovolj stara in je končala šolanje, je sama postala kurtizana in se prebijala navzgor. Druga pot do uspeha in morebitne svobode za zaposleno žensko v Jošivari je bila, da je bogat moški odkupil njeno pogodbo od bordela in jo tako obdržal kot svojo ženo ali ljubico; nadaljnja pot je bila, da je ženska delala dovolj uspešno, da si je sčasoma lahko kupila lastno svobodo, čeprav je bil to neobičajen in redek pojav.
Družbeni razredi v Jošivari niso bili strogo razdeljeni; navadni prebivalec z dovolj denarja bi bil enakovreden samuraju, in čeprav so samuraje odvračali od vstopa v Jošivaro, so to pogosto storili, edina zahteva je bila, da so orožje pustili pri vhodu v mesto. Po zakonu so obiskovalci bordela smeli ostati le eno noč in en dan naenkrat. Tako kot vse uradne politike za Jošivaro je bila tudi ta le redko spoštovana.
Po ustanovitvi je Jošivara postalo močno komercialno območje, kjer se je moda, ki so jo v mestu ustvarjale prostitutke, pogosto spreminjala in ustvarila veliko povpraševanje pri trgovcih in obrtnikih. Tradicionalno naj bi prostitutke nosile samo preprosta modra oblačila, vendar je bilo to le redko uveljavljeno. V nasprotju s tem so oiran (kurtizane) najvišjega ranga postale simbol vrhunca mode obdobja Edo, oblečene v barvite in drage svilene kimone, skupaj z dovršenimi pričeskami in številnimi lasnimi dodatki; te obleke so pogosto narekovale sodobne trende mode na Japonskem tistega časa.
Kljub ugledu Jošivare in njenih najvišjih kurtizan je večina prostitutk, ki so delale na tem območju, prihajala iz revnih družin, pogosto so jih izkoriščali in so bile tako revne, da so njihova telesa, ko so umrle, anonimno prinesli v tempelj Džōkan-dži levo pri zadnjem vhodu, pravi pokop je bil predrag, da bi si ga lahko privoščili. Tempelj je zato postal znan tudi kot Nage-komi dera (»tempelj za zavržene«); spomenik v templju na tisoče anonimnih prostitutk Jošivara je bil posvečen v dobi Meidži.

### 19. stoletje do danes
Leta 1893 je bilo na tem območju več kot 9000 žensk, od katerih so mnoge trpele za sifilisom. Leta 1913 je območje poškodoval obsežen požar, desetletje pozneje pa ga veliki potres v Kantoju še dodatno poškodoval do točke skoraj izbrisa. Vendar pa je Jošivara ostala v poslu kot tradicionalna četrt rdečih luči, dokler japonska vlada leta 1958 po drugi svetovni vojni ni prepovedala prostitucije.
Čeprav je tehnično nezakonito – z definicijo prostitucije po zakonu o preprečevanju prostitucije kot »prodorni spolni odnos z nedoločeno osebo za plačilo«, druge oblike spolnega dela, ki ne kršijo tega zakona, še vedno obstajajo v sodobnem območju Jošivare, v delu mesta blizu postaje Minova na progi Hibija, zdaj znano kot Senzoku Jon-čōme, ki ohranja veliko število kopališč in drugih prikritih prostorov za spolne storitve.

## Ljudje in storitve
Ljudje, vključeni v mizu šōbai (水商売, »trgovina z vodo«, evfemizem za nočno zabavo na Japonskem, ki jo ponujajo hostese ali okrepčevalnice, bari in kabareji.)), bi vključevali hōkane (komike), kabuki igralce, plesalce, gizdaline, skrivače, dekleta iz čajnic, Kanō (slikarje uradne slikarske šole), kurtizane, ki so prebivale v seirō (zelenih hišah) in gejše v svoji okija (prenočišče/pivnica, s katero je maiko ali gejša povezana med svojo kariero gejše).
Seksualne delavke, najdene v Jošivari, so sestavljale jūdžo (dobesedno »ženska užitka«; redne prostitutke okrožja), kamuro (mlade študentke), šinzō (študentke), haši-džōro (kurtizane nižjega ranga), kōši-džōro (visoke kurtizane tik pod tajū), tajū (visoke kurtizane), oiran (posebna kategorija kurtizan na visokem položaju), jarite (starejše spremljevalke za oiran) in jobidaši, ki so nadomestile tajū, ko so bile umaknjene s trga.
Poleg kurtizan so bile še gejše, gejše vajenke, otoko gejše (moške gejše), danne (pokroviteljice gejš) ter vodje čajnic in okija. Meja med gejšami in kurtizanami je bila uradno ostro zarisana kmalu po nastanku poklica gejše; sprejeti so bili zakoni, ki gejšam prepovedujejo spolne odnose s stranko. V resnici so obstajale številne izjeme, z gejšami, ki so bile malo več kot samo jūdžo, do gejš, ki so ponujale le umetniško zabavo in druženje.

## Jošivara danes
Danes Jošivara približno ustreza Tokio Taitō-ku Senzoku 4 Chōme (東京都台東区千束４丁目). Medtem ko je Jošivara danes zelo podobna številnim drugim soseskam sodobnega Tokia, ohranja zapuščino svoje preteklosti, saj vsebuje komercialne ustanove, ki se ukvarjajo s trgovino s spolnostjo, čeprav je policija leta 2007 zatrla kopališka območja. Ulični mrežni vzorec ter templji in svetišča iz preteklih časov še vedno obstajajo.

## V popularni kulturi
- Drugo dejanje opere Iris (1898) Pietra Mascagnija je postavljeno v Jošivaro.
- "Jošivara" je ime futuristične četrti rdečih luči v klasičnem nemem nemškem filmu Metropolis (1927).
- Francoski film Jošivara iz leta 1937 v režiji Maxa Ophülsa je postavljen v Jošivaro sredi 19. stoletja.
- Japonski film Ulica sramote iz leta 1956 v režiji Kenjija Mizogučija je postavljen v Jošivaro sredi 20. stoletja.
- Japonski film Odraščanje iz leta 1955 v režiji Heinosukeja Gošoja je postavljen v Jošivaro v zgodnja leta obdobja Meidži.
- Jošivara se redno pojavlja v animeju Gin Tama.
- V stranskem poglavju Rurouni Kenšin: To Rule Flame je Šišio Makoto srečal svojega ljubimca Komagata Jumija v Jošivari. Jumi je tam delal kot oiran na visokem položaju.
- V džosei mangi oiran Čiraši protagonist Haru Hanamori potuje v času v obdobje Edo Jošivare in postane oiran.
- Plošča francoske jazzovsko-progresivne skupine Ghost Rhythms Live at Jošivara (2019) pri založbi Cuneiform Records je poimenovana po Jošivara Clubu v klasičnem nemem nemškem filmu Metropolis (1927).
- Japonski zvočni posnetek za videoigro Silent Hill 4: The Room, ki ga je zložil Akira Jamaoka, vključuje zvočno dramo Inescapable Rain in Jošivara, ki jo pripoveduje Teisui Ičirjusai. Pesem je kaidan, ki je postavljena v obdobje Edo o ženski, ki je prevarana in pošlje svojo hčer delat za služkinjo k sorodnici, ne da bi vedela, da bo prisiljena delati v bordelu.
- Okrožje rdečih luči v Jošivari služi kot prizorišče druge sezone (s podnaslovom 遊郭編; Jūkaku Hen) anime serije Demon Slajer: Kimecu no Jaiba.[9][10]
- Okrožje rdečih luči Jošivara je bilo ponavljajoče se dogajanje v mangi Jin avtorja Motoka Murakamija.